# .223 Wylde

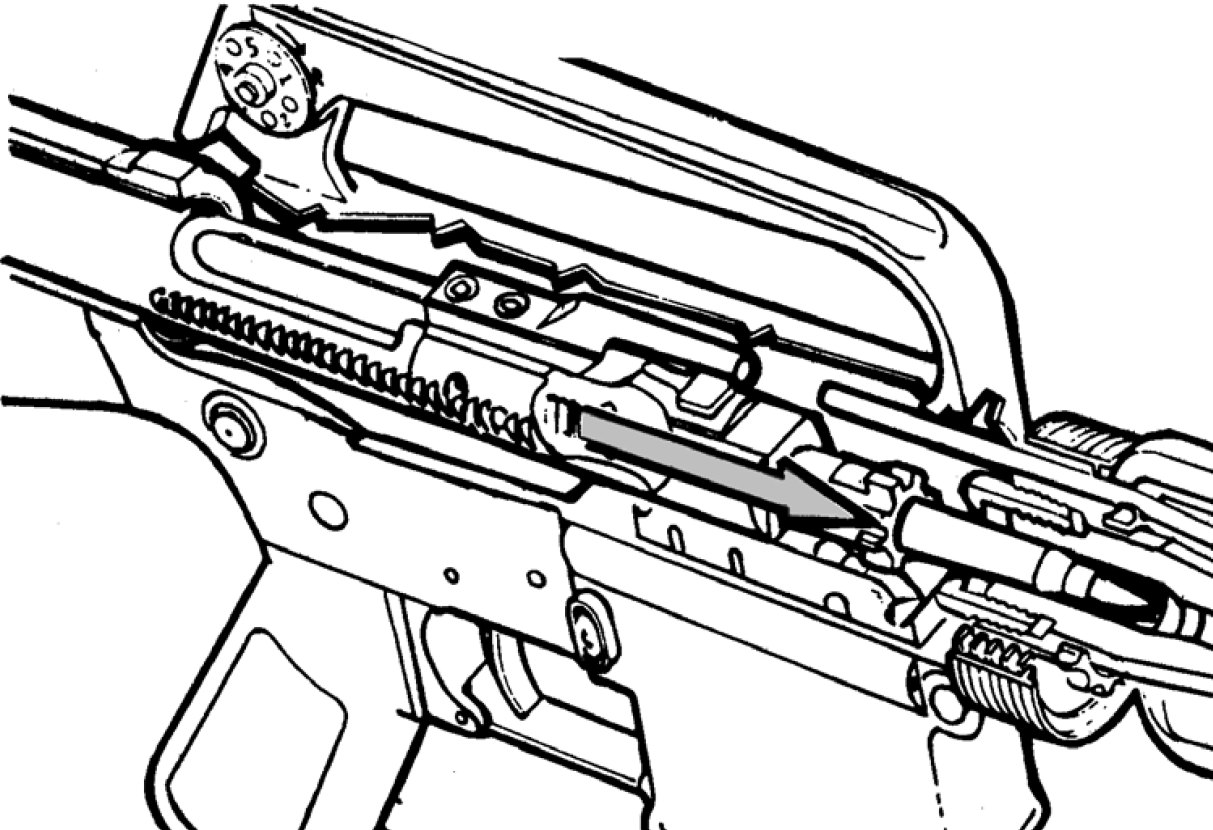
Схема гвинтівки типу AR із зображенням розташування патронника.

Патронник .223 Wylde — гібридний патронник для гвинтівки, який дозволяє безпечно стріляти патронами .223 Remington і 5,56×45 мм НАТО зі стволів калібру .223. Хоча розміри обох патронів однакові, навантаження 5,56 НАТО створюють тиск, що перевищує безпечні характеристики .223. Патронник 5,56 має різницю кутів, що дозволяє безпечно використовувати більш високий тиск. Набоєм .223 можна безпечно стріляти з патронника під 5,56, але зі зниженою точністю. Wylde — це гібридний патронник, який дозволяє безпечно стріляти обома типами боєприпасів із високою точністю.

## Історія
У 1957 році під час розробки військової гвинтівки .22 калібру спільними зусиллями Fairchild Industries, Remington Arms і Командування континентальної армії США була створена Remington .222 Special. У той час розроблялися кілька патронів калібру .222 для цивільних гвинтівок, тому .222 Special було перейменовано на .223 Remington. У 1962 році цей патрон став стандартним проміжним патроном для армії Сполучених Штатів під назвою патрон M193.
У 1972 році Fabrique Nationale (FN) створила новий тип службової амуніції для НАТО. Він базувався на патроні .223 Remington, який використовувався армією США, але мав більшу дальність і ефективність. Перша ітерація цього боєприпасу була позначена, як SS109.
Патронами .223 Rem можна безпечно стріляти з патронника 5,56 НАТО зі зниженою точністю, але безпечно. Зворотній же приклад не працює, оскільки патронники .223 Rem мають нижчий тиск, ніж патронник 5,56 НАТО. Оскільки більшість виробників гвинтівок перейшли на підтримку 5,56-мм специфікації НАТО, зниження точності вважалося проблемою.

## Розміри патронника
Білл Уайлд з Грінапа, штат Іллінойс, порівняв два патрони та змінив патронник ствола гвинтівки на патронник .223 Wylde. Патронник виготовлений із зовнішніми розмірами та кутом випередження, як у військового патрона калібру 5,56×45 мм НАТО, і діаметром вільного ствола 0,2240 дюйма, який є у цивільного патрона SAAMI .223 Remington. Гвинтівки з патронником .223 Wylde зазвичай приймають як патрони .223 Remington, так і 5,56×45 мм НАТО.
Хоча патрони .223 Remington і 5,56×45 мм НАТО мають дещо інші розміри, зовнішні розміри патронів ідентичні. Відмінності в розмірах патронників часто плутають з розмірами патронів, і часто помилково вважають, що патрони мають різні розміри. Однак патрони завантажуються до різних рівнів тиску (55 000 фунтів на квадратний дюйм проти 62 000 фунтів на квадратний дюйм), причому тиск патронника 5,56 НАТО є вищим. Патронник .223 Wylde дозволяє безпечно використовувати обидва рівні тиску, водночас підвищуючи потенціал точності в діапазоні можливих виборів куль.
Гібридний патронник Wylde був розроблений, щоб використовувати переваги точності патронника .223 Remington без проблем, пов’язаних із надмірним тиском або погіршенням функціональної надійності напівавтоматичної вогнепальної зброї, як-от сімейства гвинтівок AR-15, при використанні військових боєприпасів НАТО калібру 5,56×45 мм. За збігом обставин, він може відносно добре стріляти відносно довгим і важким кулі 80 ґран (5,18 грам), які зазвичай використовуються на змаганнях зі спортивної стрільби, і є одними з найпопулярнішим патронників для даної цілі. Патронник .223 Wylde використовується виробниками гвинтівок, які продають гвинтівки AR-15 конфігурації "National Match".

## Порівняння
Основна різниця в розмірах між патронниками .223 Remington і 5,56x45 мм НАТО полягає в тому, що патронник 5,56 має довший і більший діаметр (довжина — 0,0566 дюймів проти 0,0250 дюймів, діаметр — 0,2265 проти 0,2240). Навільний ствол — коротка і гладка ділянка ствола, яка розташована після гирла гільзи, розташована перед початком нарізів «канавок і угідь». Стандартний патронник зі специфікацією Wylde використовує ще більшу довжину вільного ствола — 0,0619 дюймів, щоб дозволити складати довші кулі (а, отже, і важчі) на абсолютному максимумі "Cartridge Over All Length" (COAL). Вивільнений стовбур патронника може бути спеціально замовлено різної довжини.
Більший діаметр вільного ствола 5,56 забезпечує безперебійну роботу навіть у разі незначного забруднення залишками пороху, що є важливим для швидкої стрільби великої кількості боєприпасів у бою.
Патрон .223 Remington наразі виготовляється для використання як однозарядний у затворній гвинтівці, тому патронник .223 у кількох місцях має дещо більший розмір у порівнянні з 5,56 НАТО. Трохи «вільніша посадка» у патроннику 5,56 для військових підвищує надійність роботи під час швидкого вставлення та вилучення патрона. Це особливо цікаво, якщо взяти до уваги будь-які незначні виробничі відхилення в боєприпасах, а також незначні вм’ятини на корпусі, отримані під час транспортування під час бою. Ця циклічна надійність викликає серйозне занепокоєння при використанні патрона 5,56 НАТО в ручному кулеметі, такому як M249, а також у бойовій гвинтівці загального призначення M4.
Набійний ствол більшого діаметру 5,56 іноді може мати незначний негативний вплив на точність будь-якого випадкового пострілу при використанні стандартного бойового патрона 5,56x45 мм НАТО (M855) на 62 ґрані. Патронник .223 зі специфікацією Wylde використовує трохи вільніші розміри патронника 5,56 НАТО навколо корпусу для стабільної надійності напівавтоматичної вогнепальної зброї, а також щільніший напірний ствол .223 Remington для стабільнішої точності.
Зазвичай стверджується, що патрон 5,56 може стріляти патроном .223 без будь яких суттєвих проблем, але стріляти патроном 5,56 у патронник .223 є недоцільним. Для додаткового уточнення: конкретна гвинтівка з патронником .223 Remington може безпечно витримувати підвищений тиск у патроннику патрона 5,56 НАТО, але це не вимагається виробничими специфікаціями. Усі стволи з маркуванням ".223 Wylde" повинні відповідати стандарту вищого тиску.